# タルコンガ
タルコンガは、2003年12月12日に発売された任天堂のゲーム機「ニンテンドー ゲームキューブ」の周辺機器である。

## 概要
『ドンキーコンガ』専用として開発されたコントローラーで、2つのタルが隣同士にくっ付いたデザインをしている。見た目と大きさは、楽器のボンゴに類似しているが、名称は大きさも形状も異なるコンガからとられている。これは、樽コントローラーを略して「タルコン」、それと楽器のコンガを掛け合わせたものである。英語名称は『DK Bongos』である(ゲーム名称は『Donkey Konga』である。)。
タルの間にスタートボタンがあり、この中間のところから伸びたコードの先端のプラグをコントローラコネクタに差し込んで使用する。タルの下の部分には収納するときにプラグをはめ込むことのできるくぼみがある。
タルの上の部分にそれぞれ叩く面がある。軽く押すだけでゲームに反映するほど反応が早い。使用しているゲームは無いが、実は1つの面は2つの領域に分かれており、それぞれの領域を異なるボタンが担当している。
音に反応する機能もあり、拍手したりタルの横を叩いたりするとゲームに別の反映が起きる。このマイク機能を付けることを提案したのはマリオの生みの親として知られる宮本茂である。

## 対応ソフト
- ドンキーコンガシリーズ
- ドンキーコングジャングルビート

※『ドンキーコング たるジェットレース』も、GCで開発されていた頃はタルコンガ対応ソフトであったが、Wiiに移行になると同時にタルコンガ非対応となった。